# Pokračování příště
Pokračování příště je 26dílný dokumentární cyklus České televize pojednávající o starších i novějších českých seriálech. Některé z dílů se objevily na DVD jako bonusový materiál k vydanému seriálu.

## Seznam dílů
1. Tři chlapi v chalupě
2. Inženýrská odyssea (o seriálu Inženýrská odysea)
3. Klapzubova jedenáctka
4. F. L. Věk
5. Taková normální rodinka
6. Cirkus Humberto
7. Pan Tau
8. Gottwald
9. Dispečer a ... (o seriálu Dispečer)
10. Dlouhá bílá stopa
11. Píseň pro Rudolfa III.
12. Kamenný řád
13. Byl jednou jeden dům
14. Dnes v jednom domě
15. Arabela (o seriálech Arabela a Arabela se vrací aneb Rumburak králem Říše pohádek)
16. Rodáci
17. Byli jednou dva písaři
18. Návštěvníci
19. Rozpaky kuchaře Svatopluka
20. Záhada hlavolamu
21. Kamarádi
22. Zkoušky z dospělosti
23. Sanitka
24. Případy majora Zemana (o seriálu 30 případů majora Zemana)
25. Bylo nás pět
26. Nemocnice na kraji města